# Al Kuwait
Al Kuwait o Kuwait (in arabo مدينة الكويت‎?, Madīnat al-Kuwait, letteralmente Città del Kuwait) è la capitale dell'Emirato del Kuwait.

## Geografia fisica
Affacciata sul Golfo Persico, la sua area metropolitana aveva, nel 1998, una popolazione di 401 694 abitanti. In città hanno sede i più importanti uffici governativi e il Parlamento (Majlis al-Umma), oltre che le principali banche e società kuwaitiane come la Kuwait Airways.

## Storia
Il 2 agosto 1990, nel corso della prima guerra del Golfo, le forze irachene di Saddam Hussein entrarono nella città e l'8 dello stesso mese il Kuwait venne annesso all'Iraq. Nel corso dell'occupazione militare la città subì ingenti danni ad edifici ed infrastrutture. Dopo la fine della guerra il governo e le aziende straniere operanti nel paese investirono grandi somme per la ricostruzione della città che vide così sorgere nuovi grattacieli, nuovi alberghi e nuovi centri commerciali.

## Infrastrutture e trasporti
A circa 15 km a sud della città si trova l'aeroporto internazionale del Kuwait.

## Cultura
Nella città è presente lo Sheikh Jaber Al-Ahmad Cultural Centre, un importante complesso costruito nel 2016 che ospita varie attività culturali e musicali del paese.